# Havspotatis
Havspotatis (Polycarpa pomaria) är en sjöpungsart som först beskrevs av Savigny 1816.  Havspotatis ingår i släktet Polycarpa och familjen Styelidae. Arten är reproducerande i Sverige. Inga underarter finns listade i Catalogue of Life.